# Barbula hispaniolensis
Barbula hispaniolensis là một loài Rêu trong họ Pottiaceae. Loài này được W.R. Buck & Steere mô tả khoa học đầu tiên năm 1983.